# Efeito Mozart
O efeito Mozart pode se referir a:
- Um conjunto de resultados de pesquisa que indicam que ouvir musicas de Mozart pode induzir uma melhoria de curto prazo no desempenho de certos tipos de tarefas mentais conhecidas como "raciocínio espaço-temporal";[1]
- Versões popularizadas da hipótese, que sugere que "ouvir Mozart torna você mais inteligente", ou que a exposição à música clássica na infância tem um efeito benéfico no desenvolvimento mental;
- Uma marca registrada nos Estados Unidos para um conjunto de gravações comerciais e materiais relacionados, que supostamente se aproveitam do efeito para uma variedade de propósitos. O proprietário da marca registrada, Don Campbell, Inc.,[2] afirma benefícios muito além da melhoria do raciocínio espaço-temporal ou do aumento da inteligência, definindo a marca como "um termo inclusivo, significando os poderes transformadores da música na saúde, educação e bem-estar."

O termo foi cunhado por Alfred A. Tomatis, que usou a música de Mozart como o estímulo sonoro em seu trabalho de tentar curar uma variedade de doenças. A abordagem foi popularizada no livro de Don Campbell, O Efeito Mozart, que é baseado em um experimento publicado na Nature, sugerindo que ouvir Mozart impulsionou, temporariamente, as pontuações em uma parte do teste de QI. Como resultado, o Governador de Geórgia, nos Estados Unidos, Zell Miller, propôs um orçamento para fornecer a toda criança nascida na Geórgia, um CD de música clássica.

## Alfred A. Tomatis
O conceito do "efeito Mozart" foi descrito pelo pesquisador francês Dr. Alfred A. Tomatis em seu livro de 1991 Pourquoi Mozart?  (Por que Mozart?). Ele usou a música de Mozart em seus esforços para "retreinar" o ouvido, e acreditava que ouvir a música apresentada em diferentes frequências ajudava o ouvido, e promovia a cura e o desenvolvimento do cérebro.

## Estudo de Rauscheret al.de 1993
Rauscher, Shaw, e Ky (1993) investigaram o efeito de escutar a música de Mozart no raciocínio espacial, e os resultados foram publicados na Nature. Eles deram aos participantes da pesquisa um de três testes padrão de raciocínio espacial abstrato, depois de terem experimentado cada uma das três condições de escuta: a Sonata para Dois Pianos em ré maior, K. 448 de Mozart, instruções verbais de relaxamento e silêncio. Eles encontraram uma melhoria temporária do raciocínio espacial, tal como medido por subtarefas de raciocínio espacial do teste de QI de Stanford-Binet. Rauscher et al. mostraram que o efeito de melhoria causado pela música é uma condição apenas temporária: nenhum estudante teve efeitos que se estendessem para além do período de 15 minutos em que foram testados. O estudo não faz nenhuma declaração sobre um aumento no QI em geral (porque o QI nunca foi medido).

## Popularização
Embora Rauscher et al. tenham mostrado apenas um aumento na "inteligência espacial", os resultados foram popularmente interpretados como um aumento de QI geral. Este equívoco, e o fato de que a música usada no estudo era de Mozart, tinha um apelo óbvio para aqueles que valorizavam esta música; o efeito Mozart foi então amplamente noticiado. Em 1994, o colunista de música do New York Times, Alex Ross, escreveu em um artigo, "pesquisadores [Rauscher e Shaw] determinaram que ouvir Mozart, na verdade, faz de você mais inteligente", e apresentou isto como a parte final da prova de que Mozart tenha destronado Beethoven como "o maior compositor do mundo." Um artigo de 1997 do Boston Globe mencionou alguns dos resultados de Rauscher e Shaw. Ele descreveu um estudo no qual crianças de três e quatro anos de idade, que receberam oito meses de aulas de piano obtiveram pontuação 30% maior nos testes de raciocínio espaço-temporal do que os grupos de controle, para os quais foram dadas aulas de informática, aulas de canto, e nenhuma formação.
O livro de 1997 de Don Campbell, O Efeito Mozart: Explorando o Poder da Música para Curar o Corpo, Fortalecer a Mente, e Liberar a Criatividade, discute a teoria de que ouvir Mozart (especialmente os concertos para piano e orquestra) pode aumentar temporariamente o QI e produzir muitos outros efeitos benéficos sobre a função mental. Campbell recomenda tocar músicas clássicas especialmente selecionadas para bebês, na expectativa de que elas beneficiarão o seu desenvolvimento mental.
Após O Efeito Mozart, Campbell escreveu um livro como continuação, O Efeito Mozart Para Crianças, e criou produtos relacionados. Entre estes estão coleções de música que ele afirma aproveitar o efeito Mozart para melhorar o "descanso profundo e o rejuvenescimento", a "inteligência e a aprendizagem", e a "criatividade e a imaginação". Campbell define a expressão como "um termo inclusivo, significando os poderes transformadores da música na saúde, educação e bem-estar. Ele representa o uso geral de música para reduzir o stress, a depressão, ou a ansiedade; induzir o relaxamento ou sono; ativar o corpo; e melhorar a memória ou consciência. Os usos inovadores e experimentais da música e do som podem melhorar distúrbios de audição, dislexia, transtorno de déficit de atenção, autismo, e outras perturbações e doenças mentais e físicas".
Essas teorias são controversas. A relação do som e da música (tanto tocada quanto ouvida) para funções cognitivas e várias métricas fisiológicas tem sido explorada em estudos sem resultados definitivos.

## Impacto político
O impacto político da teoria foi demonstrado em 13 de janeiro de 1998, quando Zell Miller, governador da Geórgia, anunciou que a sua proposta de orçamento de estado incluiria $105,000 por ano para fornecer a cada criança nascida na Geórgia, com uma fita ou um CD de música clássica. Miller afirmou que "Ninguém questiona o fato de que ouvir música em uma idade muito precoce afeta o raciocínio espaço-temporal subjacente à matemática e à engenharia e até mesmo ao xadrez." Miller tocou para os legisladores parte da "Ode à Alegria" de Beethoven em um gravador de fita e perguntou: "Agora, vocês já não estão se sentindo mais inteligentes?" Miller pediu a Yoel Levi, diretor musical da Sinfônica de Atlanta, para compilar um conjunto de peças clássicas que deveriam ser incluídas. O representante do estado Homer DeLoach disse: "eu perguntei sobre a possibilidade de inclusão de algo de Charlie Daniels ou algo assim, mas eles disseram que a música clássica tem um maior impacto positivo. Como nunca estudei muito esses impactos, eu acho que terei que acreditar na palavra deles quanto a isso."

## Pesquisas posteriores e meta-análises
Embora alguns relatórios solidários tenham sido publicados, estudos com resultados positivos tendem a ser associados a qualquer forma de música que tenham qualidades emocionais energéticos e positivas. Além disso, os benefícios intelectuais da melhora do humor e da excitação não estão restritos raciocínio espaço-temporal, mas estendem-se à velocidade de processamento e resolução de problemas de forma criativa.  Entre as crianças, alguns estudos sugerem não haver qualquer efeito sobre o QI ou as habilidades espaciais, enquanto outros sugerem que o efeito pode ser obtido com músicas populares energéticas das quais as crianças gostem. O peso de evidências subsequentes apoiam um efeito nulo, ou os efeitos a curto prazo relacionados a melhora do humor e da excitação, com resultados mistos publicados após o relatório inicial na Nature.
Em 1999, um grande desafio foi criado para a existência do efeito Mozart por duas equipes de pesquisadores. Em um par de artigos publicados em conjunto sob o título de "Prelúdio ou Réquiem para o 'Efeito Mozart'?" Chabris relatou uma meta-análise demonstrando que "qualquer melhoria cognitiva é pequena e não reflete qualquer alteração no QI ou na capacidade de raciocínio em geral, mas em vez disso deriva inteiramente de desempenho em um tipo específico de tarefa cognitiva e tem uma explicação neuropsicológica simples", chamada de "prazer da excitação". Por exemplo, ele cita um estudo que concluiu que "escutar a Mozart ou a uma passagem de uma história de Stephen King melhorava o desempenho dos indivíduos em dobradura e corte de papel (um dos testes utilizados frequentemente por Rauscher e Shaw), mas apenas para aqueles que gostavam do que ouviram". Steele et. al. descobriu que "ouvir Mozart produziu um aumento de 3 pontos em relação ao silêncio, em um experimento e uma diminuição de 4 pontos em outro experimento". Em outro estudo, o efeito foi replicado com a música original de Mozart, mas eliminado quando o ritmo foi desacelerado e os acordes maiores foram substituídos por acordes menores.
Outra meta-análise, realizada por Pietschnig, Voracek e Formann (2010), combinou resultados de 39 estudos para responder à questão de saber se  existe ou não o Efeito Mozart. Eles concluíram que há pouca evidência para apoiar o efeito Mozart, como é mostrado pelos efeitos de  tamanho pequeno. No entanto, o resultado mais marcante desta meta-análise são os efeitos significativamente maiores publicados em estudos de afiliados com Rauscher ou Rideout, com efeitos de tamanhos mais do que três vezes maiores para os estudos publicados por afiliados com estes membros fundadores do Efeito Mozart. Estes esfeitos sistemáticos de moderação devido ao laboratório de afiliação pôe em causa a existência de um Efeito Mozart. Além disso, este estudo também encontrou fortes evidências que apoiam um confuso viés de publicação quando o efeito dos tamanhos de amostras que ouviam Mozart eram comparados com as amostras não expostas a um estímulo.
Mesmo tendo implementado as sugestões de Rauscher, Shaw, e Ky (1995) de três componentes essenciais que devem estar presentes para replicar o Efeito Mozart, McCutcheon (2000) ainda assim não conseguiu reproduzir o Efeito Mozart em um estudo com 36 adultos. Estas condições eram: garantir que seja uma tarefa que explora componentes espaciais de imagens mentais; um projeto de pesquisa que não inclua um pré-teste para um efeito teto; uma composição musical que seja complexa, ao invés de ser repetitiva e simples. Independentemente de ouvir música clássica, jazz ou o silêncio, o estudo não produziu um efeito significativo no desempenho do raciocínio espacial.
O Efeito Mozart provavelmente é apenas um efeito do estímulo e da melhora no humor. A excitação é a variável de confusão que media a relação entre a capacidade espacial e a música que define o Efeito Mozart. A teoria da "ressonância neural" de Rauscher e colegas que defendem a teoria de que a música de Mozart prepara as vias neurais de raciocínio espacial tem sido amplamente criticada.
Órgãos do governo também se envolveram na análise da variedade de relatórios (mais de 300 artigos desde 2005). Um relatório alemão concluiu, por exemplo, que "...  ouvir passivamente a Mozart — ou mesmo qualquer outro tipo de música de que você gosta — não faz de você mais inteligente. Porém, mais estudos devem ser feitos para descobrir se aulas de música, podem aumentar o IQ de seu filho a longo prazo".
Apresentações populares do "efeito Mozart", incluindo o comentário de Alex Ross, de que "ouvir Mozart, na verdade, faz de você mais inteligente" e o questionamento "você não se sente mais inteligente" de Zell Miller para o legislador da Georgia, quase sempre o associam à "inteligência". Rauscher, uma das pesquisadoras originais, negou essa ideia. Em uma resposta de 1999 a um artigo questionando o efeito, publicado junto com o artigo, ela escreveu (grifo adicionada):

Nossos resultados sobre os efeitos de se ouvir à Sonata Para Dois Pianos em Ré Maior K. 448 de Mozart sobre o desempenho em tarefas espaço-temporais gerou muito interesse mas muitos equívocos, vários deles refletidos nas tentativas de replicar a pesquisa. Os comentários de Chabris, Steele et al. ecoam os mais comuns: ouvir Mozart melhora a inteligência. Nós não fizemos tal alegação. O efeito é limitado a tarefas espaço–temporais envolvendo imagens mentais e ordenação temporal.
A respeito de esforços como a proposta orçamentária de Miller, e da atenção da imprensa em relação ao efeito, Rauscher disse, "eu não acho que possa machucar. Eu plenamente a favor de expor as crianças a experiências culturais maravilhosas. Mas eu acho que o dinheiro poderia ser melhor gasto em programas de educação musical."
Muitos estudiosos da comunidade de psicólogos agora veem a afirmação de que tocar música clássica para crianças pode aumentar a sua inteligência como sendo um "mito". O psicólogo Scott Lilienfeld, da Universidade Emory, posiciona o Efeito Mozart como o número seis, em seu livro Os 50 Maiores Mitos Populares da Psicologia.

### Benefícios para a saúde
A música tem sido avaliada para ver se ela tem outras propriedades. A edição de abril de 2001 do Journal of the Royal Society of Medicine avaliou os possíveis benefícios da música de Mozart à saúde. John Jenkins tocou a Sonata K. 448 para pacientes com epilepsia e descobriram uma diminuição da atividade epileptiforme. De acordo com a Organização Britânica de Epilepsia, a investigação tem sugerido que, além de K. 448 e do Concerto para Piano Nº 23 (K. 488) de  Mozart, encontrou-se apenas uma outra peça musical com um efeito semelhante; uma canção do compositor grego Yanni, intitulada "Acroyali/de Pé em Movimento" (versão de Yanni Live at the Acropolis realizada na Acrópole). O Jornal da Sociedade Real de Medicina determinou que ela teve o "efeito Mozart" por ser semelhante à K. 448 de Mozart no tempo, estrutura melódica e coerência e previsibilidade harmônica.

## Outros usos da música de Mozart
Embora seja claro que a exposição a Mozart não aumente o QI, os estudos sobre os efeitos da música têm explorado áreas tão diversas como as suas ligações com o início de crises ou a pesquisa com animais, sugerindo que mesmo a exposição in-utero em ratos melhora a sua aprendizagem de labirintos. A alegação original continua a influenciar a vida pública. Por exemplo, uma planta de tratamento de esgoto  alemã toca músicas de Mozart para quebrar os resíduos mais rapidamente, conforme relato do Guardian do Reino Unido. Anton Stucki, operador chefe da planta de Treuenbrietzen foi citado dizendo "Nós achamos que o segredo está na vibrações da música, que penetram tudo—incluindo a água, o esgoto e as células."